# Randall Collins
Randall Collins, född 1941 i Knoxville, Tennessee, är en amerikansk sociolog, författare och professor i sociologi vid University of Pennsylvania.

## Utbildning och biografi
Collins tog sin kandidatexamen vid Harvard College 1963, respektive en masterexamen i psykologi vid Stanford University 1964, och ytterligare en masterexamen i sociolog vid University of California, Berkeley 1965, där han också tog en Ph.D. i sociologi 1969. Han verkade sedermera vid University of Wisconsin, University of California, San Diego, University of Virginia, University of California, Riverside och slutligen University of Pennsylvania.

## Verk
Collins har inspirerats mycket av Goffman och menar att vi sällan har direkta motiv till våra handlingar, utan kommer på dessa först efter att vi utfört handlingen. Randall Collins har publicerat flera böcker inom sitt forskningsområde och också skrivit flera rent skönlitterära verk. Han var ordförande för American Sociological Association år 2011.
Collins har bland annat också skrivit om den empati som ett möte mellan två människor innebär och om hur viktig denna är för att vi ska lära oss socialiseras och leva i ett samhälle. Collins menar att de räcker att två människor befinner sig på samma plats för att en interaktion ska uppstå. Social struktur är enligt Collins när vi ser en upprepad interaktion, människors gemensamma förhållanden till saker och ting, som tex vid äktenskapet. Collins lyfter upp det vardagliga och vardagens betydelse även under extrema livsförhållanden som till exempel krig. Collins har även författat en hel del angående  mikro- och makro-perspektiv.